# Jens Zimmermann (Moderator)

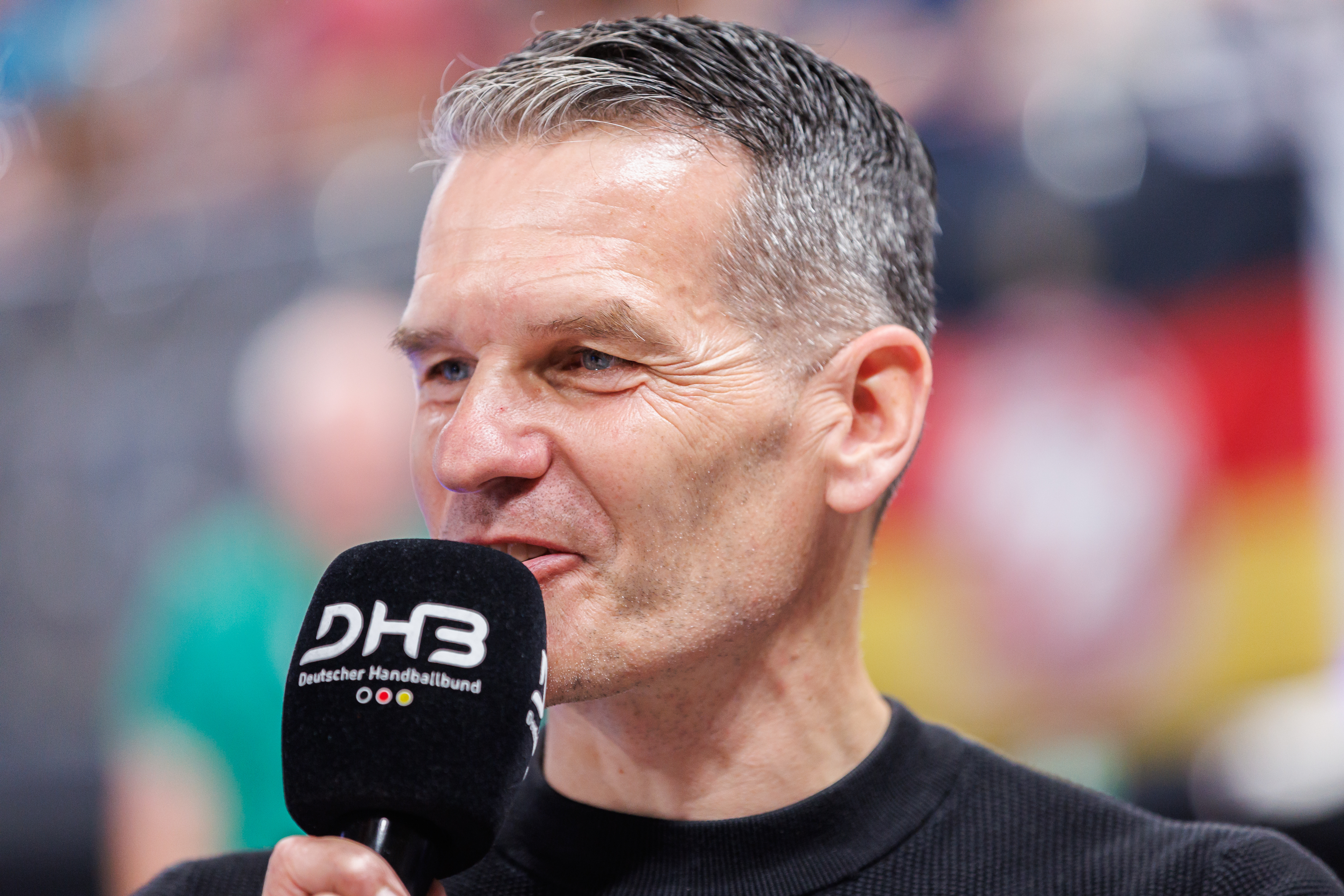
2024 beim Handball

Jens Oliver Zimmermann (* 6. August 1972 in Freudenstadt) ist ein deutscher Sportmoderator, Entertainer und langjähriger Manager von Athleten. Er ist der einzige deutsche Moderator, der bei den Olympischen Winterspielen 2010 und 2014 als Stadionsprecher für das Organisationskomitee tätig war.

## Leben
Jens Zimmermann begann seine berufliche Karriere 1997 als Pressesprecher der Stuttgarter Kickers und war dort auch einige Jahre als Stadionsprecher tätig. Von 2002 bis 2008 war er als Leiter Sportpromotion bei der uhlsport GmbH verantwortlich für den Promotionsbereich für die Marken Kempa und uhlsport. 2009 kehrte er als Geschäftsführer zum SV Stuttgarter Kickers zurück. 2011 gründete Zimmermann eine Agentur. Neben der Moderation begann er auch die Tätigkeit als Athletenmanager. 2014 erweiterte er sein Geschäftsfeld und gründete eine Agentur in Stuttgart. Im Mai 2019 entwickelte er gemeinsam mit dem Unternehmen wohninvest Holding die Agentur zu einer GmbH mit Sitz in Fellbach. Im Sommer 2024 übergab er den Athletenbereich an drei Mitarbeitende und konzentriert sich seither auf seine Tätigkeit als Moderator und Eventmanager.

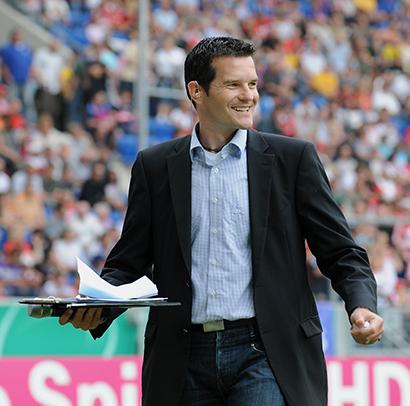
Jens Zimmermann (2015)

Als Moderator und Stadionsprecher hat Jens Zimmermann über 750 Veranstaltungen moderiert. Höhepunkte seiner Moderationen waren neben den Olympischen Winterspielen 2010 in Vancouver, 2014 in Sotschi, 2022 in Peking und 2024 in Paris; die Nordische Skiweltmeisterschaft 2005 und 2021 in Oberstdorf, seit 2008 die Vierschanzentournee in Oberstdorf, die Handball-Weltmeisterschaften 2007, 2019, Turn-Weltmeisterschaften 2019, die Eisschnelllauf-Weltmeisterschaft 2008 in Berlin und 2011 in Inzell. Zimmermann ist regelmäßig als Hallensprecher des Handball-Bundesligisten TVB 1898 Stuttgart tätig. Seit Sommer 2024 ist er bei den Heimspielen des VfB Stuttgart der Moderator im edlen Porsche Tunnel Club. Bei der Fußball-Europameisterschaft 2024 war er Stadionsprecher bei den fünf Partien, die in Stuttgart ausgetragen wurden.
2012 war er für 12 Ausgaben Gastgeber der Sendung Kabinengeflüster beim baden-württembergischen Fernsehsender Regio TV Stuttgart. Von Mai 2020 bis Dezember 2022 war er Moderator des Academy Talk und von Januar 2023 bis Juni 2023 des Talkformates Legendär bei Regio TV.
Zimmermann betreute bis Sommer 2024 als Manager Sportler wie Marcel Nguyen, Frank Stäbler, Anna Seidel, Johannes Rydzek, Manuel Faißt, Elisabeth Seitz, Andreas Toba, Maryse Luzolo, Coletta Rydzek, Jacob Schopf, Lukas Kohl, Niko Kappel, Daniel Bohnacker, Alexander Schmid und Aline Rotter-Focken.